# La Maison des Atréides
La Maison des Atréides (titre original : Dune: House Atreides) est un roman de science-fiction, publié en 1999 et rédigé par Brian Herbert et Kevin J. Anderson à partir de notes de Frank Herbert. Ce roman est placé avant les événements du cycle de Dune, son histoire se déroule une trentaine d’années avant Dune. Il s'agit du premier tome d'une trilogie appelée Avant Dune.
Le puzzle se met en place pour donner naissance aux événements décrits dans Dune. On retrouve tous les acteurs familiers de l'univers de Dune et les rivalités entre grandes familles.

## Résumé
Ce livre traite de la jeunesse du jeune Duc Leto Atréides que son père Paulus Atréides envoie sur la mystérieuse planète Ix afin de parfaire son éducation. Les fanatiques Tleilaxu, aidés secrètement par l'Empereur Elrood IX qui veut se venger de Dominic Vernius, accusent Ix de transgresser l'interdit majeur du Jihad Butlérien : « tu ne feras point de machines à l'esprit de l'Homme semblable ». Ce sera un prétexte pour s'emparer d'Ix avec pour objectif inavouable de synthétiser l'épice.
Elrood IX charge dans le même temps Pardot Kynes, planétologiste impérial, d'élucider le cycle de l'épice, déterminer d'où elle vient et comment elle est fabriquée afin que l'Impérium soit moins dépendant de cette planète.
Enfin, l'histoire de Duncan Idaho commence avec tous les détails expliquant sa haine des Harkonnens. Ceux-ci, ennemis héréditaires des Atréides depuis la bataille de Corrin, exploitent actuellement Arrakis, la seule source de l'épice. Le Baron Vladimir Harkonnen devient gouverneur d’Arrakis et entend extraire un maximum de l’exploitation de l’épice.
On retrouve enfin le Bene Gesserit et son plan pour créer un homme supérieur, le Kwisatz Haderach, aboutissement de siècles de sélections génétiques.

## Incohérences
Le cycle Avant Dune n'est pas toujours cohérent avec le cycle de Dune. 
Par exemple, la jeunesse de Duncan Idaho décrite dans ce volume ne correspond pas à la remarque sur ses ancêtres mercenaires faite dans Les Enfants de Dune.
Autre cas, Rabban fait exploser un ver des sables (ce qui est considéré comme presque impossible dans Dune) qui disparaît comme si on « venait d'assister à un millier d'années de décomposition en quelques secondes ». Pourtant, dans Les Enfants de Dune, Leto II croise des vers morts, à l'état de carcasse purulente. Faut-il croire que les vers pourrissent quand ils sont tués par l'eau et se décomposent quand ils sont tués par des explosifs ?